# The Bayshore

The Bayshore by night

The Bayshore ist eine 1997 gebaute, preisgekrönte Wohnanlage in Singapur. Das Gelände befindet sich an der Ostküste im Vorort Bedok und umfasst rund 42.000 m².

## Einrichtungen
- ein 40-m-Schwimmbecken
- zwei 30-m-Kinderbecken,
- Sauna
- Fitness-Studio
- Billard Zimmer
- Karaokeraum

## Auszeichnungen
- 1997: Best Buildable Design Award
- 1999: Construction Excellence Award
- 1999: Winner of World Acclaimed Real Estate Award